# Memoriał Janusza Kusocińskiego 1956
3. Memoriał Janusza Kusocińskiego – mityng lekkoatletyczny, który odbył się 9 i 10 czerwca 1956 na Stadionie Dziesięciolecia w Warszawie. Główny bieg memoriałowy był rozgrywany na dystansie 3000 metrów. Zwyciężył w nim Sándor Iharos, a Jerzy Chromik, który zajął 3. miejsce, ustanowił rekord Polski czasem 8:02,2. Rekordy Polski ustanowili również Tadeusz Prywer w pchnięciu kulą (16,30 m) i Urszula Figwer w rzucie oszczepem (51,95 m). Był to jedyny raz podczas Memoriału Kusocińskiego, kiedy rozegrano bieg maratoński.

## Rezultaty

### Mężczyźni
| Konkurencja:                    | 1. miejsce                                                                         | Rezultat | 2. miejsce                                                                       | Rezultat | 3. miejsce             | Rezultat |
| Bieg na 100 metrów              | Edward Szmidt                                                                      | 10,8     | Konstantin Lissenko                                                              | 10,8     | Ion Wiesenmayer        | 10,8     |
| Bieg na 200 metrów              | Ion Wiesenmayer                                                                    | 21,7     | Konstantin Lissenko                                                              | 21,7     | Edward Szmidt          | 22,0     |
| Bieg na 400 metrów              | Jacques Degats                                                                     | 47,7     | Stanisław Swatowski                                                              | 47,9     | Werner Proske          | 47,9     |
| Bieg na 800 metrów              | Stefan Lewandowski                                                                 | 1:50,4   | Ekrem Koçak                                                                      | 1:50,7   | Henryk Gralewski       | 1:51,4   |
| Bieg na 1500 metrów             | István Rózsavölgyi                                                                 | 3:47,2   | Stefan Lewandowski                                                               | 3:47,8   | Dušan Čikel            | 3:49,6   |
| Bieg na 3000 metrów             | Sándor Iharos                                                                      | 7:59,4   | László Tábori                                                                    | 8:00,0   | Jerzy Chromik          | 8:02,2   |
| Maraton                         | Józef Russek                                                                       | 2:36:06  | Julian Witkowski                                                                 | 2:39:50  | Marian Domagała        | 2:41;30  |
| Bieg na 110 metrów przez płotki | Ion Opris                                                                          | 14,5     | Jacques Dohen                                                                    | 15,0     | Edward Bugała          | 15,2     |
| Bieg na 400 metrów przez płotki | Ilie Savel                                                                         | 52,5     | Kazimierz Janiak                                                                 | 52,9     | Marian Plewa           | 53,1     |
| Sztafeta 4 × 100 m              | Polska I · Nikodem Goździalski · Edward Szmidt · Janusz Jarzembowski · Emil Kiszka | 41,4     | Polska II · Wiesław Holajn · Zdzisław Szczepański · Jerzy Błasiak · Edward Bożek | 42,7     | Gwardia                | 43,0     |
| Chód na 20 kilometrów           | Josef Doležal                                                                      | 1:34:25  | Lars Hindmar                                                                     | 1:35:35  | Ion Barbu              | 1:36:50  |
| Skok wzwyż                      | Ion Soter                                                                          | 2,02     | Stig Pettersson                                                                  | 2,00     | Zbigniew Lewandowski   | 1,90     |
| Skok o tyczce                   | Zenon Ważny                                                                        | 4,20     | Zbigniew Janiszewski                                                             | 4,20     | Andrzej Krzesiński     | 4,20     |
| Skok w dal                      | Jorma Valkama                                                                      | 7,44     | Attilio Bravi                                                                    | 7,42     | Kazimierz Kropidłowski | 7,22     |
| Trójskok                        | Ryszard Malcherczyk                                                                | 15,10    | Stanisław Kowal                                                                  | 14,98    | Jan Zdanowicz          | 14,71    |
| Pchnięcie kulą                  | Reijo Koivisto                                                                     | 16,46    | Tadeusz Prywer                                                                   | 16,30    | Jaroslav Plíhal        | 15,87    |
| Rzut dyskiem                    | Tadeusz Andrzejczyk                                                                | 47,74    | Eugeniusz Wachowski                                                              | 47,54    | Károly Lévai           | 47,19    |
| Rzut młotem                     | Tadeusz Rut                                                                        | 59,83    | Alfons Niklas                                                                    | 58,68    | Boris Popow            | 58,31    |
| Rzut oszczepem                  | Jan Kopyto                                                                         | 76,28    | Sándor Krasznai                                                                  | 74,59    | Zbigniew Radziwonowicz | 72,41    |

### Kobiety
| Konkurencja:                   | 1. miejsce                                                                    | Rezultat | 2. miejsce                                                                         | Rezultat | 3. miejsce                                                                       | Rezultat |
| Bieg na 100 metrów             | Maria Kusion                                                                  | 12,1     | Inge Fuhrmann                                                                      | 12,2     | Puck Brouwer                                                                     | 12,3     |
| Bieg na 200 metrów             | Barbara Lerczak                                                               | 24,4     | Inge Fuhrmann                                                                      | 25,0     | Puck Brouwer                                                                     | 25,0     |
| Bieg na 400 metrów             | Beata Żbikowska                                                               | 58,5     | Michalina Wawrzynek                                                                | 59,2     | Swetłana Isaewa                                                                  | 59,2     |
| Bieg na 800 metrów             | Aranka Kazi                                                                   | 2:12,5   | Halina Gabor                                                                       | 2:14,0   | Swetłana Isaewa                                                                  | 2:14,5   |
| Bieg na 80 metrów przez płotki | Elżbieta Wagner                                                               | 11,5     | Miroslava Trkalová                                                                 | 11,5     | Barbara Gaweł                                                                    | 11,8     |
| Sztafeta 4 × 100 m             | Polska I · Halina Richter · Barbara Lerczak · Genowefa Minicka · Maria Kusion | 46,5     | Polska II · Maria Stodolna · Barbara Gaweł · Elżbieta Krzesińska · Elżbieta Wagner | 48,3     | Polska III · Celina Jesionowska · Felicja Murzyn · Maria Nogaj · Irena Laskowska | 49,0     |
| Skok wzwyż                     | Iolanda Balaș                                                                 | 1,67     | Dinie Hobers                                                                       | 1,61     | Ursula Erhardt                                                                   | 1,61     |
| Skok w dal                     | Elżbieta Krzesińska                                                           | 6,10     | Maria Kusion                                                                       | 5,75     | Zlata Rozkošná                                                                   | 5,59     |
| Pchniecie kulą                 | Wilfriede Tews                                                                | 14,84    | Eugenia Rusin                                                                      | 13,66    | Swetłana Asenowa                                                                 | 13,18    |
| Rzut dyskiem                   | Helena Dmowska                                                                | 45,33    | Wirżinia Angełowa                                                                  | 44,23    | Ruth Uckel                                                                       | 43,73    |
| Rzut oszczepem                 | Urszula Figwer                                                                | 51,95    | Anna Wojtaszek                                                                     | 49,41    | Ingrid Almqvist                                                                  | 48,53    |